# 끝을 받아들이기가 어려워
"끝을 받아들이기가 어려워"는 2019년 4월 발매한 워너원 멤버 배진영의 데뷔 음반이다.

## 개요
워너원 멤버인 배진영의 솔로데뷔 앨범이다.